# شیخ صدوق

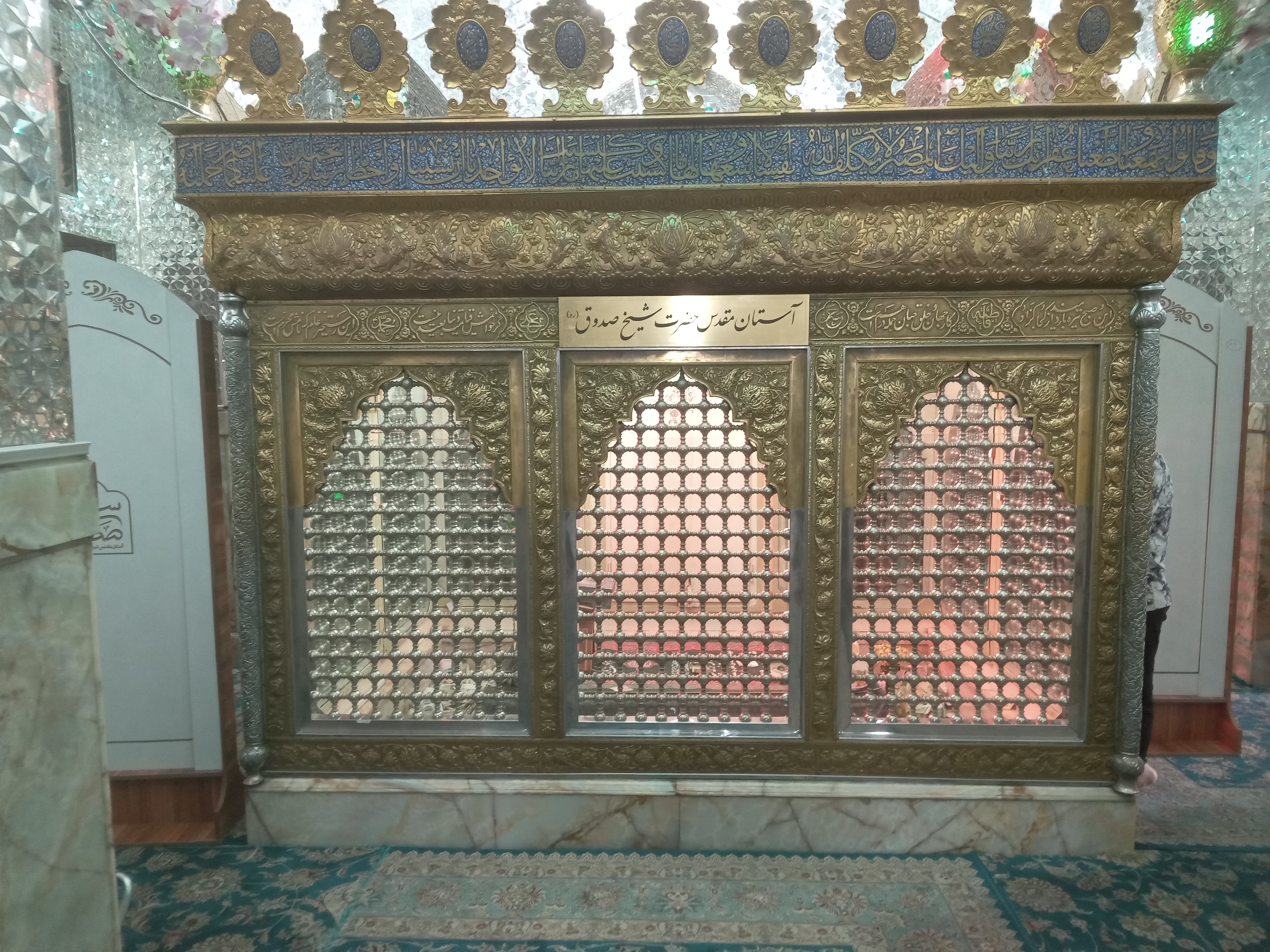
مقبره شیخ صدوق در قبرستان ابن بابویه شهر ری

ابوجعفر محمد بن علی بن حسین بن موسی بن بابِوَیْه قمی (۹۲۳–۹۹۱ م) (۳۰۶–۳۸۱ق) معروف به شیخ صَدوق و اِبنِ بابِوَیه از علمای علم حدیث شیعه است. معروفترین اثر او من لایحضره الفقیه یک مجموعه از احادیث در مورد احکام (فرعی) دین است که یکی از کتابهای چهارگانهٔ شیعه است. نخستین کسی که ابن بابویه را صدوق نامیده ابن ادریس حلی است، و پس از وی تا زمان شهید اول، علامه مجلسی، این لقب شهرت نداشته است.

## زندگی
در قم متولد شد. تولدش با آغاز نیابت حسین بن روح سومین نایب خاص حجت بن حسن هم‌زمان بوده است. پدرش صدوق اول علی بن حسین بن موسی بن بابویه، فقیه شیعه و در زمان حسن عسکری و حجت بن حسن می‌زیست و مورد احترام آنان بود. (هر دو پدر و پسر معروف به ابن بابویه و صدوقَین هستند)
وی از طرف رکن الدوله دیلمی پادشاه ری دعوت شد و نزد او و وزیرش صاحب بن عباد می‌زیست و ریاست روحانی شیعیان به او واگذار شد. به شهرهای خراسان، ماوراءالنهر، نیشابور، بلخ و بخارا سفر کرد و برای زیارت به حجاز و عراق رفت و در شهرهای کوفه و بغداد، علما از معلوماتش استفاده کردند و به ایران بازگشت و در سال ۳۸۱ در ری درگذشت.

## من لایحضره الفقیه
به‌خاطر سخت‌گیری بر شیعیان زندگی در قم برایش مشکل بود و به طرف یکی از روستاهای بلخ، که ساکنان آن همه شیعه بودند، مهاجرت کرد. یکی از سادات بلخ به نام شریف الدین ابو عبدالله محمد بن حسین، معروف به نعمت، از او درخواست کرد که مانند کتاب من لایحضره الطبیب، نوشتهٔ زکریای رازی، او هم کتابی در علم فقه به نگارش درآورد تا مورد استفادهٔ کسانی قرار گیرد که به فقها دسترسی ندارند. و او من لایحضره الفقیه را تألیف نمود.

## استادان
صدوق استادان زیادی داشته است. عبدالرحیم ربانی شیرازی ۲۵۲ تن از آن‌ها را نام برده است، که گروهی از آن‌ها در زمرهٔ مشاهیر وقت بوده‌اند. برخی از آنان عبارتند از:
1. پدرش علی بن بابویه قمی
2. محمد بن حسن ولید قمی
3. احمد بن علی بن ابراهیم قمی
4. علی بن محمد قزوینی
5. جعفر بن محمد بن شاذان
6. جعفر بن محمد بن قولویه قمی
7. علی بن احمد بن مهریار
8. ابوالحسن خیوطی
9. ابوجعفر محمد بن علی بن اسود
10. ابوجعفر محمد بن یعقوب کلینی
11. احمد بن زیاد بن جعفر همدانی[۱۰]

برخی از استادان او کسانی همچون عبدالواحد ابن محمد نیشابوری، حاکم بیهقی و محمد ابن عمر ابن جعابی هستند.

## شاگردان
شیخ مفید از مشهورترین شاگردان اوست.
1. شیخ مفید
2. حسین بن عبیدالله غضائری
3. حسین بن علی بن بابویه قمی (برادر شیخ صدوق)
4. ثقةالدین حسن بن حسین بن علی بن موسی بن بابویه (برادرزاده شیخ صدوق)
5. حسن بن محمد قمی (مؤلف تاریخ قم)
6. علی بن احمد بن عباس نجاشی (پدر نجاشی، صاحب رجال)
7. سید ابوالبرکات علی بن حسن جوزی حسینی حلی
8. ابوالقاسم علی بن محمد بن علی خزاز
9. ابوزکریا محمد بن سلیمان حمرانی
10. ابوجعفر محمد بن علی الاسود
11. هارون بن موسی تلعکبری
12. سید مرتضی علم‌الهدی

## آثار

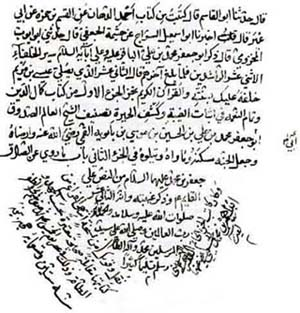
نسخه خطی از کتاب کمال الدین و تمام النعمة اثر ابن بابویه در مورد امام زمان شیعیان و غیبت

شیخ طوسی نوشته است که شیخ صدوق ۳۰۰ جلد کتاب تألیف کرده است و نجاشی ۱۹۸ کتاب از وی نام برده است.
برخی از مهم‌ترین آثارش عبارت‌اند از:
- من لایحضره الفقیه(برای کسیکه به فقیه دسترسی ندارد) (دومین کتاب از کتب اربعه)
- علل الشرایع (دربارهٔ فلسفه احکام و علت تشریع آن‌ها است)
- کمال الدین و تمام النعمة (دربارهٔ اثبات وجود امام دوازدهم شیعیان و غیبت طولانی او از نظر عقلی و نقلی)
- التوحید
- الخصال الممدوحه و المذمومه[۱۶]
- الأمالی (مجالس) [۱۷]
- عیون اخبار الرضا
- صفات شیعه
- مصادقه الاخوان
- اثبات ولایت علی
- معرفت
- گوهر گمشده یا مدینه العلم
- المقنع در فقه
- معانی الاخبار
- مشیخته الفقیه
- ثواب الاعمال و عقاب الاعمال[۱۸]
- الاوائل
- الاواخر
- المناهی
- دعائم الاسلام
- اثبات الوصیة
- المصابیح
- التاریخ
- المواعظ
- التقیه
- الناسخ و المنسوخ
- الباطل العلو و التقصیر
- السر المکتوم الی الوقت المعلوم
- مصباح المصلی
- الهدایه فی الاصول والفقه
- المواعظ و الحکم
- تعداد زیادی در فضیلت برخی اعمال و بعضی از ماه‌ها
- تعداد زیادی رساله در موضوعات مختلف فقهی و غیر آن
- چندین کتاب در فضایل پیامبر و امامان و برخی از اصحاب
- کتاب‌های متعدد در بیان زهد پیامبر و امامان
- و چندین کتاب در پاسخ به سؤال‌های مردمی

- کتاب مدینة العلم

## درگذشت
وی در سال ۳۸۱، در هفتادوپنج‌سالگی، در شهر ری درگذشت و همان‌جا مدفون گردید. بعدها گورستان ابن‌بابویه در اطراف محل دفن او ساخته شد.